# فهرست دانشگاه‌های آفریقای جنوبی

کشور آفریقای جنوبی

این فهرستی از دانشگاه‌های آفریقای جنوبی است. برای اهداف این فهرست، کالج‌ها و دانشگاه‌ها به‌عنوان مؤسسه‌های معتبر، اعطاکننده مدرک، پس از متوسطه تعریف می‌شوند. همان‌طور که در سپتامبر ۲۰۱۹، تنها مؤسسات اعطای مدرک دولتی آفریقای جنوبی ممکن است خود را «دانشگاه» بنامند، در حالی که سایر مؤسسات معتبر خصوصی اعطاکننده مدرک انتفاعی یا غیرانتفاعی تمایل دارند خود را کالج، مؤسسه یا مدرسه بازرگانی بنامند.
برخی از این موسسات خصوصی پردیس دانشگاهی محلی دانشگاه‌های خارجی هستند. مؤسسات اعطای مدرک (اعم از دولتی و خصوصی) باید در شورای آموزش عالی ثبت شده و برنامه‌های مدرک خاص خود را تأیید کند.
در سال ۲۰۰۴ آفریقای جنوبی اصلاحات سیستم آموزش عالی عمومی خود را آغاز کرد، ترکیب و ادغام دانشگاه‌های دولتی کوچک در مؤسسات بزرگ‌تر، و تغییر نام همه مؤسسات آموزش عالی به «دانشگاه» (قبلاً چندین نوع مؤسسه آموزش عالی وجود داشت).

## دانشگاه‌های دولتی
دانشگاه‌های دولتی در آفریقای جنوبی به سه نوع تقسیم می‌شوند: دانشگاه‌های سنتی، که مدارک دانشگاهی با گرایش نظری را ارائه می‌دهند. دانشگاه فنی ("دانشگاه تکنیک")، که مدارک و دیپلم‌های گرایش حرفه‌ای را ارائه می‌دهند. و دانشگاه‌های جامع که ترکیبی از هر دو نوع مدرک را ارائه می‌دهند.

## دانشگاه‌های سنتی

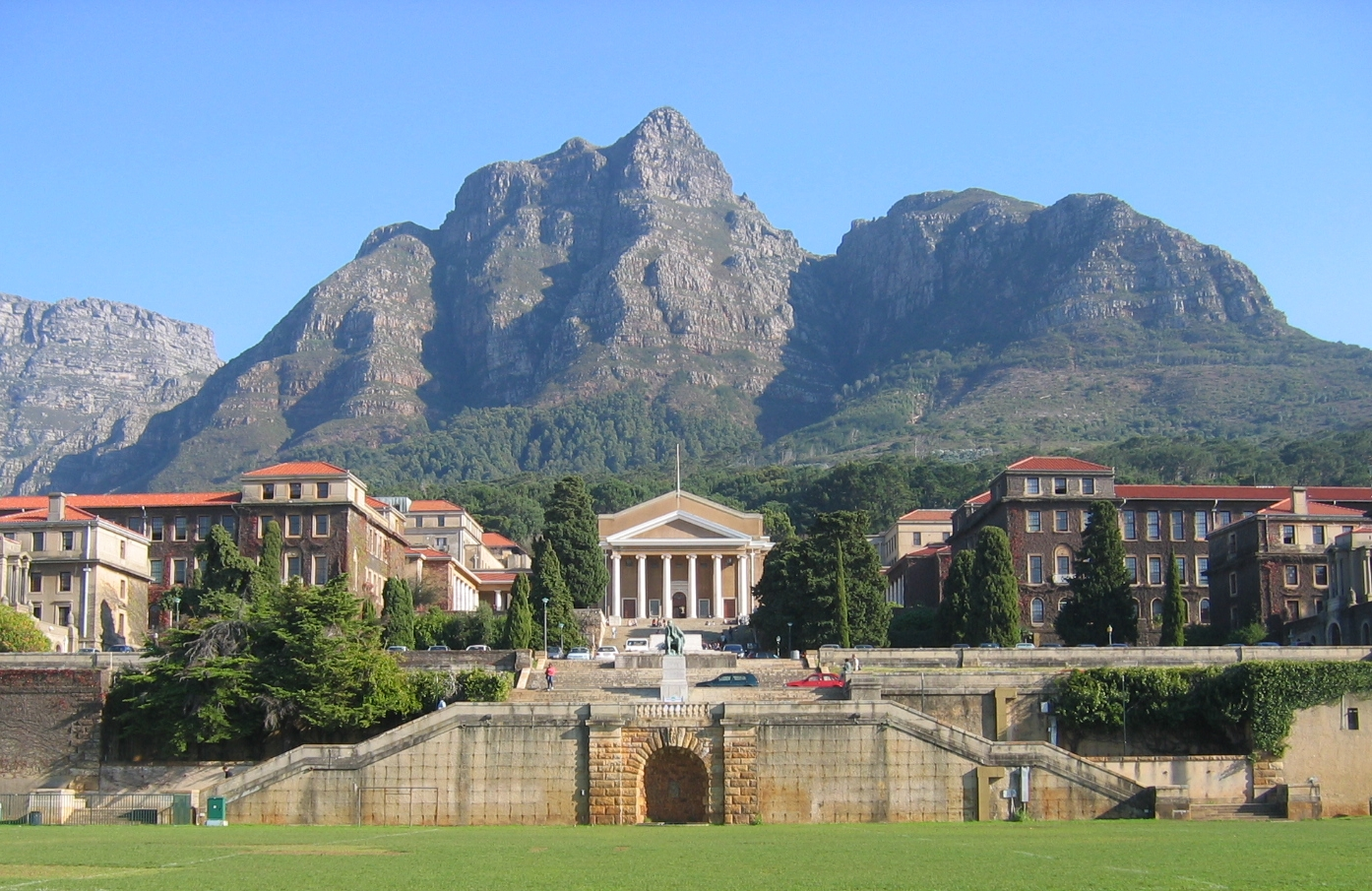
دانشگاه کیپ‌تاون
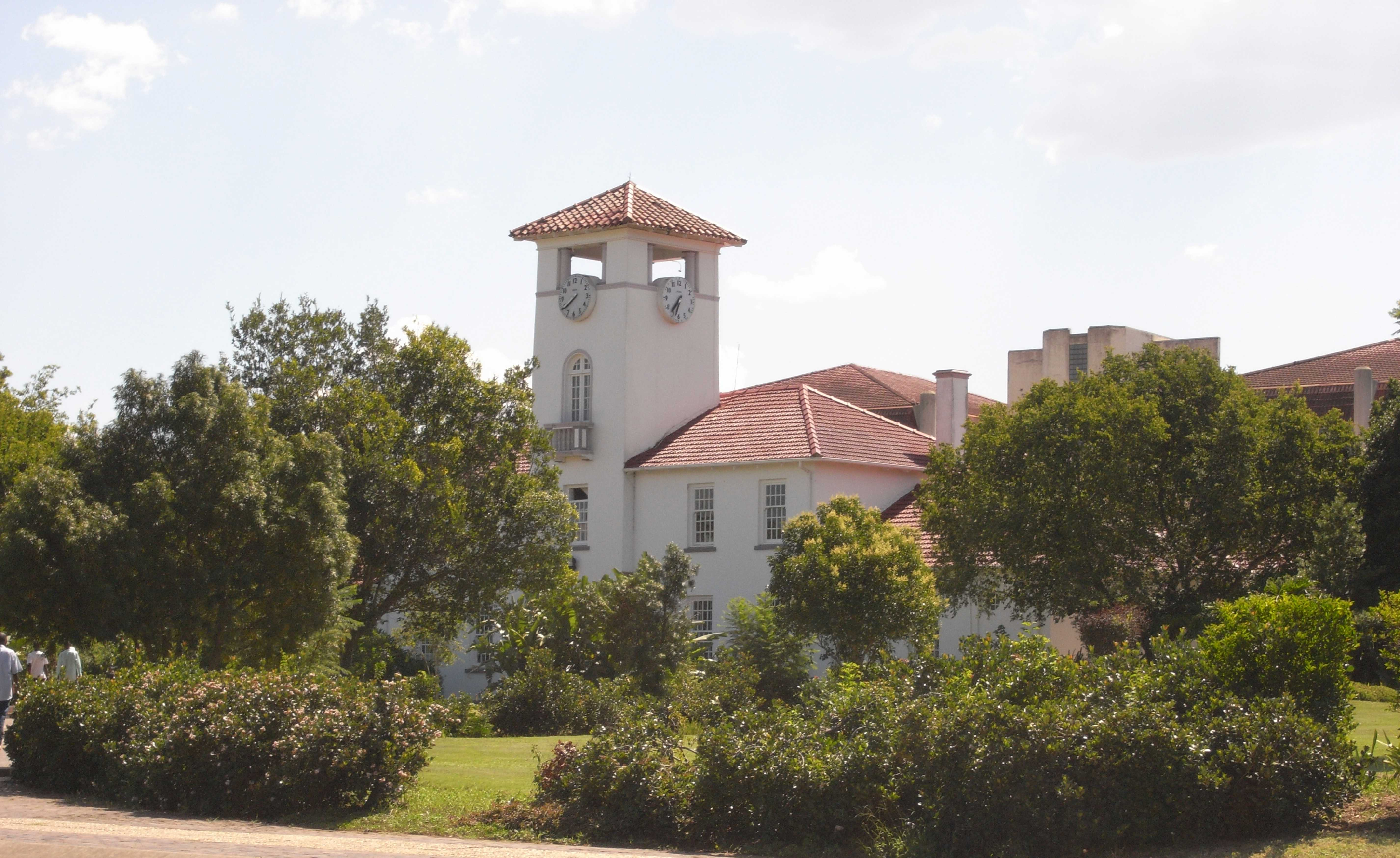
University of Fort Hare
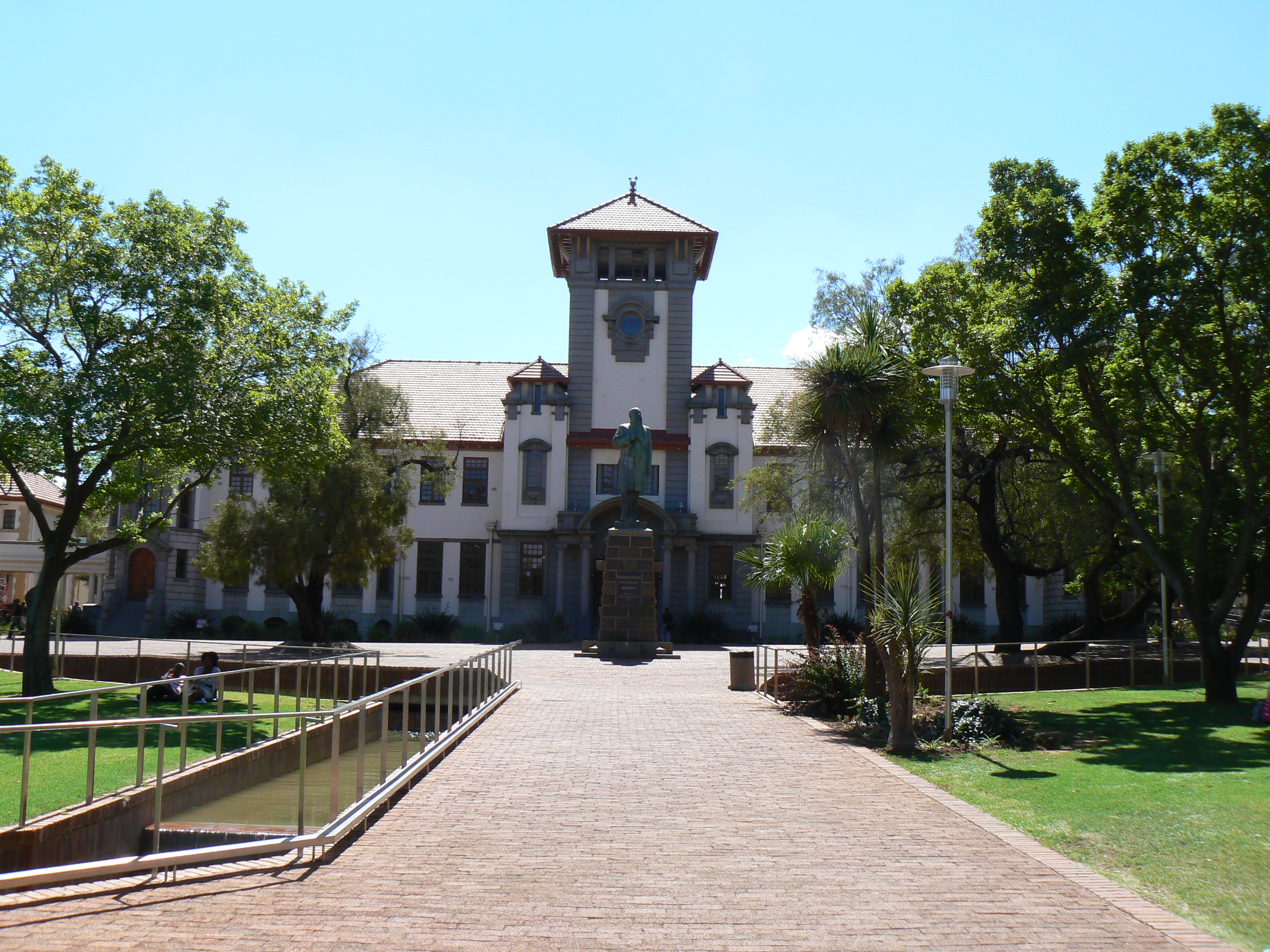
دانشگاه ایالت آزاد
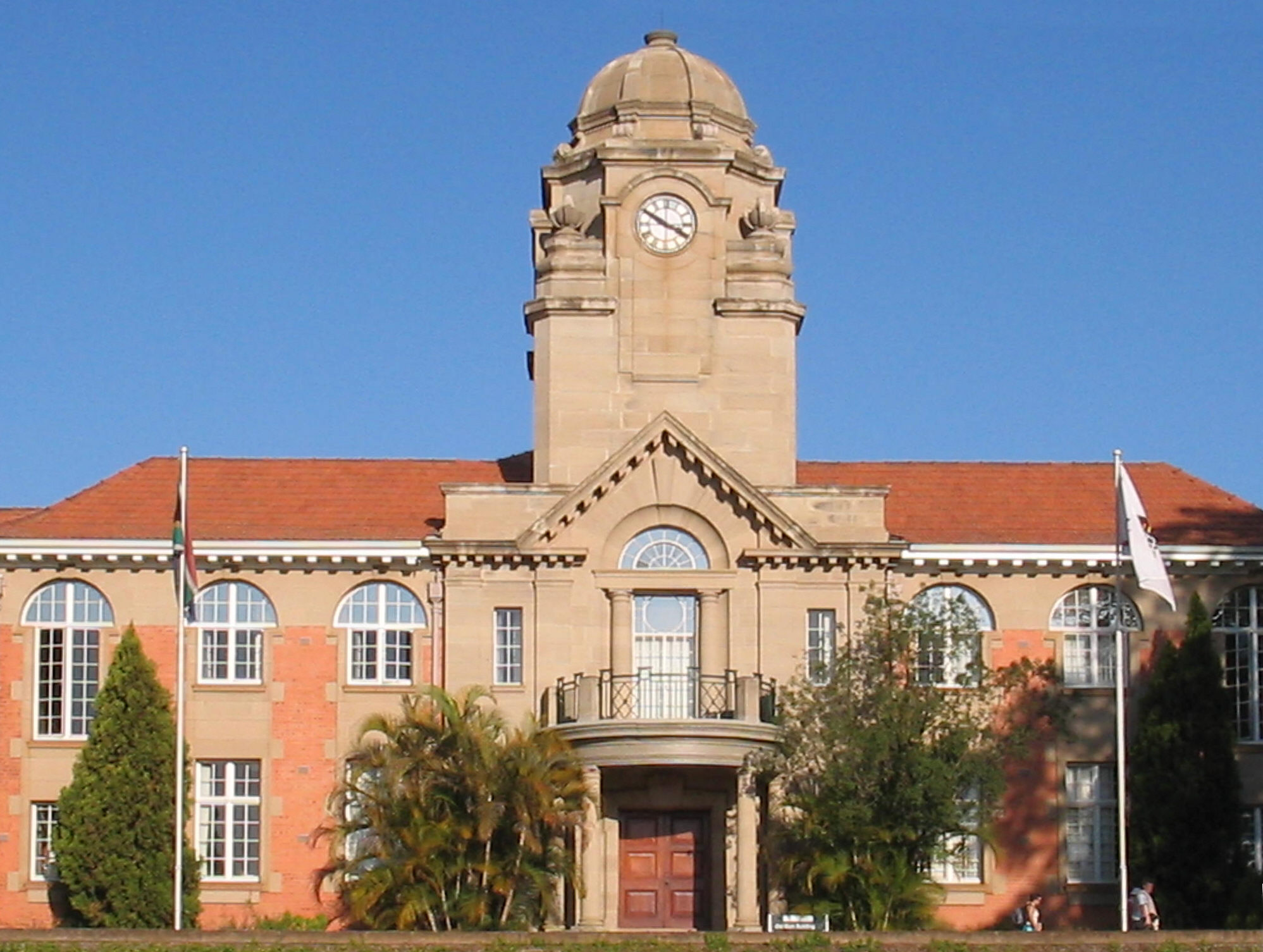
دانشگاه کوازولو-ناتال
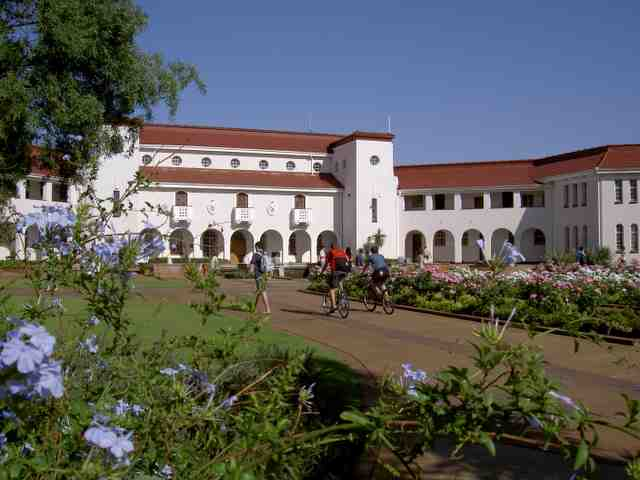
North-West University
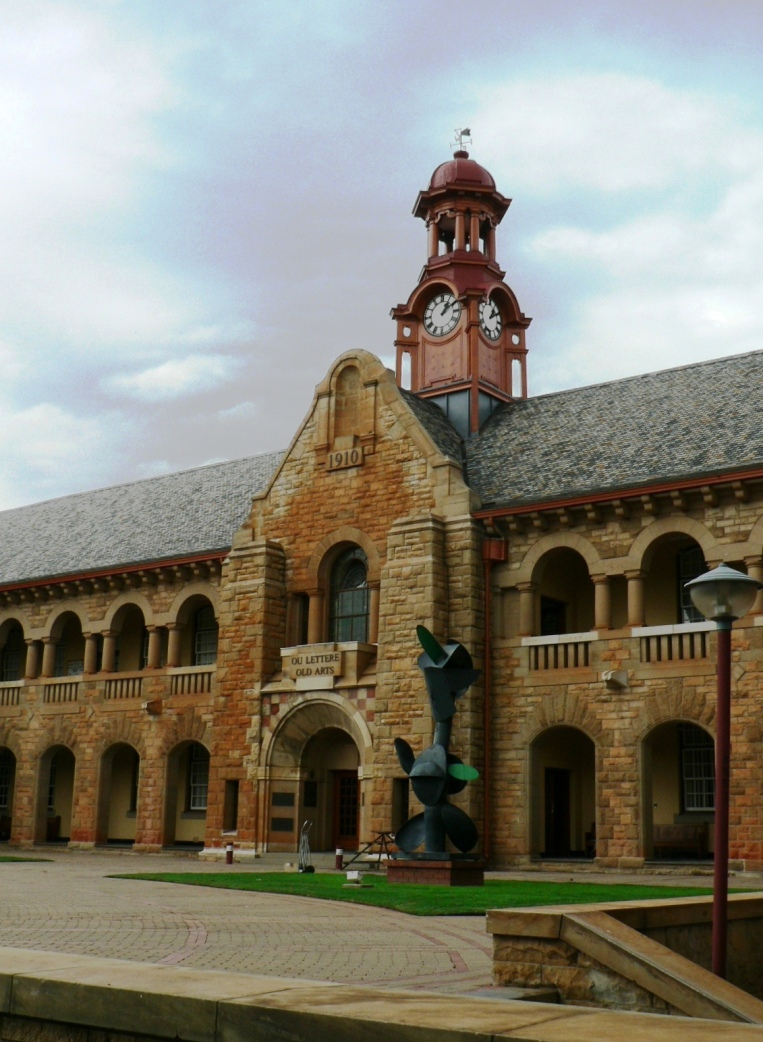
دانشگاه پرتوریا
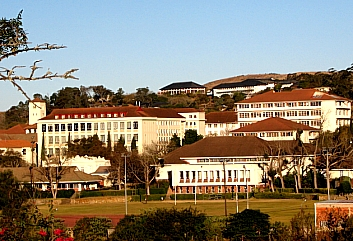
Rhodes University
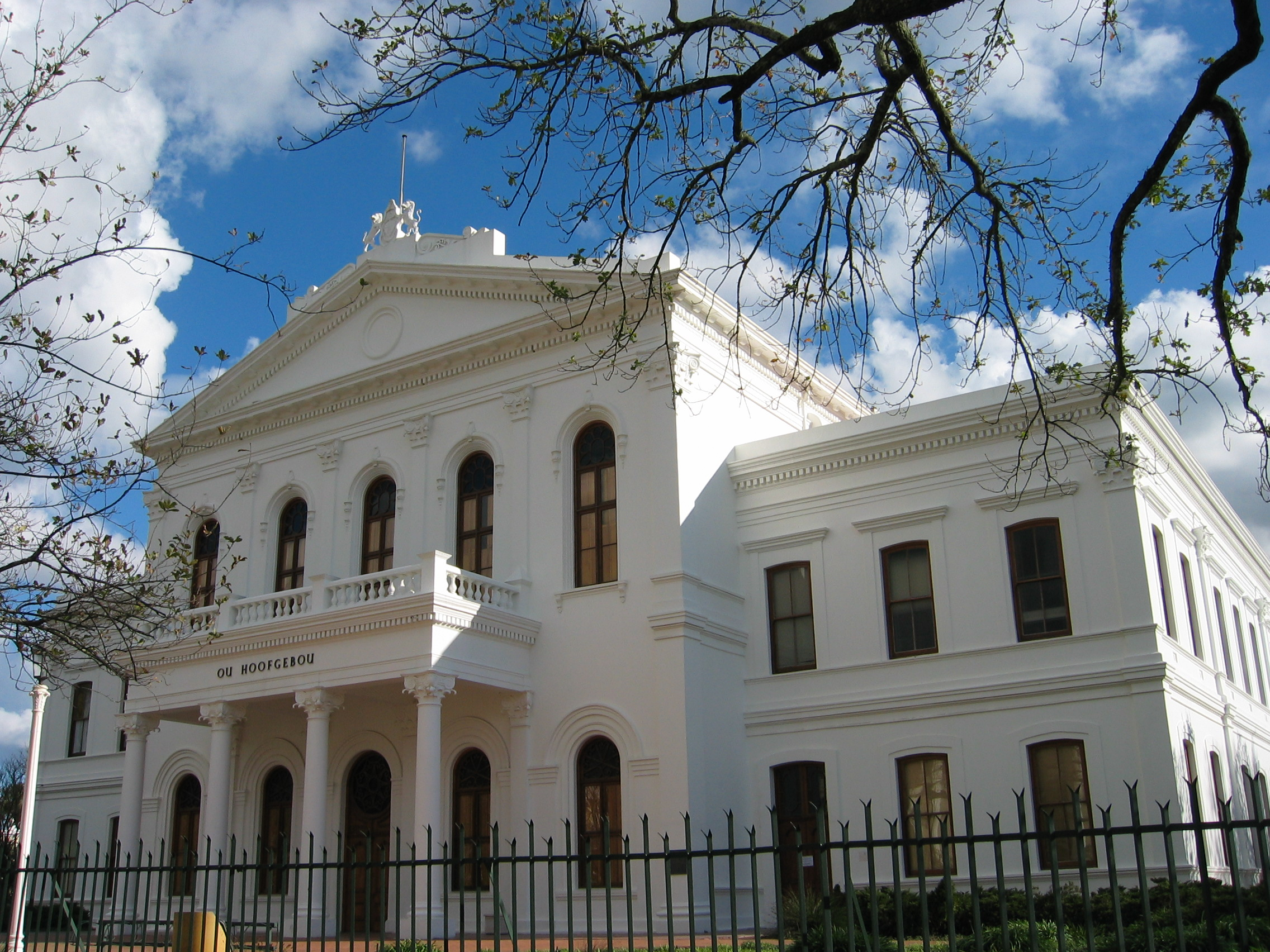
دانشگاه کیپ غربی
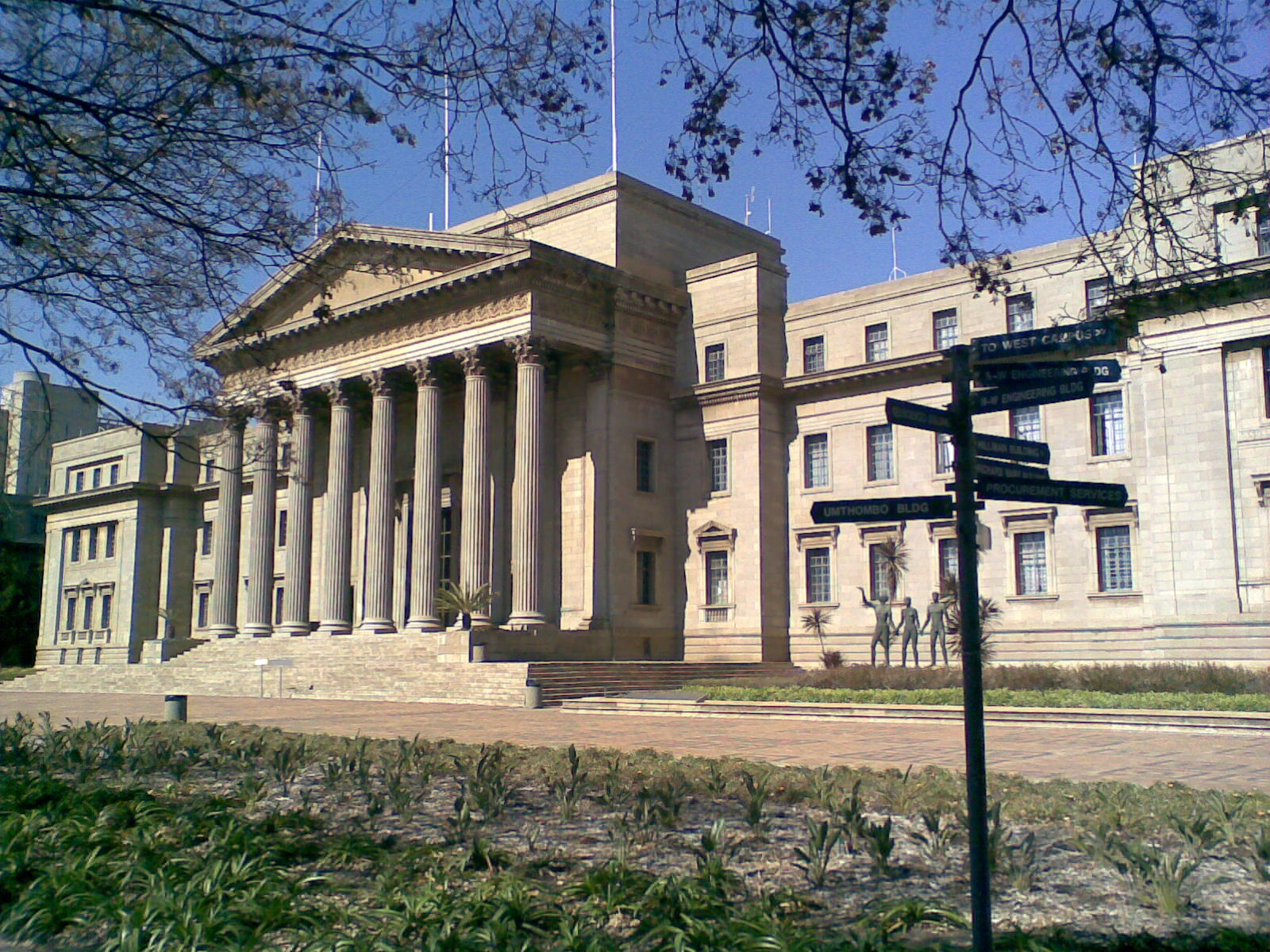
University of the Witwatersrand

| مؤسسه                                       | نام مستعار             | زمان تأسیس      | وضعیت دانشگاه   | کارشناسی | تحصیلات تکمیلی | Total         | مکان                                         | متوسط                                                                           |
| ------------------------------------------- | ---------------------- | --------------- | --------------- | -------- | -------------- | ------------- | -------------------------------------------- | ------------------------------------------------------------------------------- |
| دانشگاه کیپ‌تاون                             | Ikeys / UCT            | 1 October 1829  | 2 April 1918    | ۱۸٬۴۲۱   | ۱۰٬۶۵۳         | ۲۹٬۰۷۴        | کیپ‌تاون                                      | Eng                                                                             |
| University of Fort Hare                     | UFH / Blues            | 1916            |                 | ۹٬۰۷۴    | ۲٬۰۰۰          | ۱۱٬۰۷۴        | الیس، کیپ شرقی، لندن شرقی، کیپ شرقی، بیشو    | Eng                                                                             |
| دانشگاه ایالت آزاد                          | Kovsies / UFS          | 28 January 1904 | 1950            | ۲۱٬۱۹۳   | ۵٬۰۸۲          | 26,275        | بلومفونتن، QwaQwa                            | Eng                                                                             |
| دانشگاه کوازولو-ناتال                       | UKZN / Natal / Impi    | 1 January 20041 | 1 January 2004  | ۳۳٬۴۵۶   | ۱۳٬۰۶۴         | 46,520 (2016) | دوربان، پیترماریتسبرگ، Pinetown, Westville   | Eng                                                                             |
| University of Limpopo                       | Turfloop               | 1 January 20051 | 1 January 2005  | ۱۷٬۲۷۳   | ۳٬۳۲۷          | ۲۰٬۶۰۰        | پولوکوین، Turfloop                           | Eng                                                                             |
| North-West University                       | NWU / Pukke / Eagles   | 1 January 20041 | 1 January 2004  | ۴۳٬۵۹۶   | ۳٬۲۳۵          | ۴۴٬۰۰۸        | مهیکنگ، Mankwe, Potchefstroom, وندربیجلپرک   | Afr (Potchefstroom campus) Eng (Mafikeng campus) Setswana (Vaaldriehoek campus) |
| دانشگاه پرتوریا                             | Tuks / Tukkies / UP    | 4 March 1908    | 10 October 1930 | 35,9422  | 12,5412        | 48,483        | پرتوریا، ژوهانسبورگ                          | Eng                                                                             |
| Rhodes University                           | Rhodes / RU            | 31 May 1904     | ۱۰ مارس ۱۹۵۱    | ۵٬۴۵۶    | ۱٬۱۲۷          | ۶٬۷۰۰         | Grahamstown                                  | Eng                                                                             |
| Sefako Makgatho Health Sciences University4 | SMU (formerly MEDUNSA) | 16 May 2014     | ۱۶ مه ۲۰۱۴      |          |                | 6,410 (2018)  | Ga-Rankuwa, پرتوریا                          | Eng                                                                             |
| دانشگاه استلنبوش                            | Maties, Stellies       | 1866            | 2 April 1918    | 17,970   | ۹٬۸۵۳          | ۲۷٬۸۲۳        | استلنبوش، Saldanha Bay, Bellville, Tygerberg | Eng                                                                             |
| دانشگاه کیپ غربی                            | UWC / Bush / U Dubs    | 1959            | 1970            | ۱۱٬۸۳۶   | ۳٬۳۹۰          | ۱۵٬۲۲۶        | Bellville (Cape Town)                        | Eng                                                                             |
| University of the Witwatersrand             | Wits, Witsies          | 1896            | 1922            | 24 621   | 13 234         | 38 353        | ژوهانسبورگ                                   | Eng                                                                             |

## دانشگاه‌های جامع
- دانشگاه ژوهانسبورگ
- دانشگاه نلسون ماندلا
- دانشگاه آفریقای جنوبی
- دانشگاه وندا
- دانشگاه ولتر سیسولو
- دانشگاه زولو لند

## دانشگاه‌های تکنیک
- دانشگاه مرکزی تکنولژی

1. ↑  "Nzimande Cautions … Against Calling … Institutions a University".
2. ↑  "This website was recently revamped". unisa.ac.za.
3. ↑  "Archived copy". Archived from the original on 1 March 2005. Retrieved 1 March 2005.{{cite web}}:  نگهداری یادکرد:عنوان آرشیو به جای عنوان (link)
4. ↑  «HESA Structures». بایگانی‌شده از اصلی در ۲۵ ژوئیه ۲۰۱۸. دریافت‌شده در ۲۲ ژوئیه ۲۰۲۲.
5. 1 2  "Archived copy". Archived from the original on 15 August 2013. Retrieved 2013-08-15.{{cite web}}:  نگهداری یادکرد:عنوان آرشیو به جای عنوان (link) Our history. Retrieved 13 May 2011
6. ↑  "Archived copy". Archived from the original on 27 December 2011. Retrieved 14 May 2011.{{cite web}}:  نگهداری یادکرد:عنوان آرشیو به جای عنوان (link)
7. ↑  "Archived copy". Archived from the original on 2 December 2013. Retrieved 2011-04-28.{{cite web}}:  نگهداری یادکرد:عنوان آرشیو به جای عنوان (link) Brief History. Retrieved 28 April 2011
8. ↑  Username *. "University of the Free State". SARUA. Archived from the original on 25 July 2018. Retrieved 2018-07-24.
9. ↑  "Archived copy". Archived from the original on 22 January 2011. Retrieved 17 January 2011.{{cite web}}:  نگهداری یادکرد:عنوان آرشیو به جای عنوان (link)
10. 1 2  "Archived copy". Archived from the original on 30 July 2012. Retrieved 2011-08-28.{{cite web}}:  نگهداری یادکرد:عنوان آرشیو به جای عنوان (link) History – University of KwaZulu-Natal. Retrieved 13 May 2011
11. ↑  "UKZN at a Glance" (PDF). Archived from the original (PDF) on 14 October 2019. Retrieved 2019-10-14.
12. 1 2  "University of Limpopo". Ul.ac.za. Archived from the original on 23 August 2019. Retrieved 2018-07-24.
13. 1 2  "NWU, History of the NWU". Nwu.ac.za. 2004-01-01. Archived from the original on 25 July 2018. Retrieved 2018-07-24.
14. ↑  "New Students | University of Pretoria". Web.up.ac.za. Archived from the original on 20 October 2014. Retrieved 2018-07-24.
15. ↑  "Archived copy". Archived from the original on 1 November 2009. Retrieved 2009-08-31.{{cite web}}:  نگهداری یادکرد:عنوان آرشیو به جای عنوان (link) History of the University of Pretoria. Retrieved 31 August 2009.
16. ↑  "Pretoria School of Architecture". Artefacts.co.za. Retrieved 2018-07-24.
17. ↑  "UP at a Glance". issuu. Retrieved 2020-11-03.
18. ↑  Campuses. Retrieved 1 October 2010 بایگانی‌شده  در ۱۸ ژانویه ۲۰۱۲ توسط Wayback Machine
19. ↑  "Rhodes University-Where Leaders Learn". Ru.ac.za. 24 April 2015. Retrieved 2018-07-24.
20. ↑  Nzimande, Blade. "HIGHER EDUCATION ACT, 1997 (ACT No. 101 OF 1997) ESTABLISHMENT OF A PUBLIC HIGHER EDUCATION INSTITUTION: Sefako Makgatho Health Sciences University" (PDF). Government Gazette. Government Printing Works. 587 (37658). Archived from the original (PDF) on 28 September 2017. Retrieved 28 September 2017. Alt URL
21. ↑  "A Little Giant Surely Reaching its Milestones". Archived from the original on 14 October 2019. Retrieved 2019-10-14.
22. 1 2  "Archived copy". Archived from the original on 31 January 2012. Retrieved 2011-12-13.{{cite web}}:  نگهداری یادکرد:عنوان آرشیو به جای عنوان (link). Retrieved 13 May 2011
23. ↑  "Stellenbosch University Statistical Profile 2012" بایگانی‌شده  در ۲۸ مه ۲۰۱۳ توسط Wayback Machine, Official Stellenbosch University Website, SU Consensus, June 2012
24. 1 2  "Archived copy". Archived from the original on 16 May 2011. Retrieved 13 May 2011.{{cite web}}:  نگهداری یادکرد:عنوان آرشیو به جای عنوان (link)
25. 1 2  "Archived copy". Archived from the original on 27 December 2011. Retrieved 2011-12-12.{{cite web}}:  نگهداری یادکرد:عنوان آرشیو به جای عنوان (link). Retrieved 13 May 2011
26. 1 2 3   بایگانی‌شده  در ۱۱ آوریل ۲۰۱۹ توسط Wayback Machine, University of the Witwatersrand, Johannesburg FACTS & FIGURES 2017/2018, retrieved 4 August 2018